# История почты и почтовых марок ОАЭ
История почты и почтовых марок Объединённых Арабских Эмиратов охватывает развитие почтовой связи в Объединенных Арабских Эмиратах (ОАЭ), государстве в восточной части Аравийского полуострова со столицей Абу-Даби, представляющем собой федерацию из семи княжеств, или эмиратов:
- Абу-Даби,
- Дубай,
- Шарджа,
- Аджман,
- Умм-эль-Кайвайн,
- Рас-эль-Хайма и
- Фуджейра.

До 1971 года эти княжества существовали под названием Договорный Оман (по заключённому в XIX веке мирному договору между Великобританией и рядом арабских шейхов), причём каждый из эмиратов издавал почтовые марки от своего имени. Став единым государством, ОАЭ с 1973 года издают собственные почтовые марки и входят во Всемирный почтовый союз (ВПС). Современным почтовым оператором страны является Emirates Post («Почта Эмиратов»).

## Развитие почты
На территории нынешних ОАЭ почтовые связи в прошлом были развиты очень мало. Единственное почтовое отделение работало в Дубае начиная с 1909 года в рамках протектората Великобритании, известного как Договорный Оман. В 1963 году почтовая служба в Дубае перешла под непосредственный контроль этого княжества. Что касается других княжеств до создания ОАЭ, в Абу-Даби британская почтовая администрация была учреждена 30 марта 1963, а в Аджмане почтовое отделение было открыто в 1964 году. В то же время в Умм-эль-Кайвайне и Эль-Фуджайре почтовых служб не существовало.
После объединения княжеств в 1971 году в федеративное государство была создана единая почтовая система, а 30 марта 1973 года ОАЭ были приняты в ряды ВПС.
С 1972 года контроль за почтовыми отделениями и за почтовую связь во всех эмиратах был возложен на министерство коммуникаций ОАЭ.

## Выпуски почтовых марок

### Договорный Оман
Британская администрация Договорного Омана применяла для оплаты почтовых услуг различные марки. Так, в почтовом отделении в Дубае в обращении были индийские почтовые марки, в октябре 1947 года — марте 1948 года пакистанские почтовые марки, а в апреле 1948 года — британские почтовые марки с надпечаткой новых номиналов в индийской валюте.
В апреле 1961 года для Договорного Омана вышла серия стандартных почтовых марок 11 номиналов с изображением семи пальм на марках низких номиналов[≡] и традиционной парусной лодки дау на марках высоких номиналов. Эта серия была предназначена для формируемой Великобританией Федерации эмиратов, но реально была в обращении только в Дубае до 11 июня 1963 года и была изъята из обращения 30 сентября 1963 года. На марках этой серии была надпись англ. «Trucial States» («Договорные государства», то есть «Договорный Оман»).
С 1964 года по 1972 год каждый отдельный эмират эмитировал собственные почтовые марки, изъятые из обращения 1 апреля 1973 года в связи с выпуском почтовых марок ОАЭ. Все эти выпуски эмиратов (кроме выпусков Абу-Даби, начиная с 20 мая 1967 года) включены в список нежелательных эмиссий ФИП и запрещены к экспонированию на филателистических выставках, проводимых под эгидой этой организации[≡].

### Первые почтовые марки ОАЭ
ОАЭ выпустили первые почтовые марки 1 января 1973 года. Эту первую стандартную серию составляли марки 12 номиналов с изображением флага и герба нового государства и достопримечательностей каждого эмирата, и лишь на последней марке серии был помещён портрет президента ОАЭ.

### Последующие выпуски
В 1976 году вышла вторая серия стандартных марок с изображением герба ОАЭ. В 1977 году она была переиздана другим способом печати.
В марте 1973 года появилась первая серия коммеморативных марок, посвящённая национальному фестивалю молодёжи. Последующие памятные серии были посвящены 100-летию Всемирного почтового союза, вводу в эксплуатацию станции слежения за спутниками, 25-летию Арабского почтового союза, национальным праздникам и другим событиям.
На почтовых марках ОАЭ присутствуют надписи: англ. «United Arab Emirates» («Объединённые Арабские Эмираты»), на некоторых марках — англ. «UAE» («ОАЭ»).
В марте 1975 года в рамках памятной серии, отметившей IX арабскую нефтяную конференцию, был эмитирован первый почтовый блок.